# Angelika Reichart
Angelika Reichart (* 25. August 1953 in Augsburg) ist eine deutsche Juristin und war von 2005 bis 2016 Richterin am Bundesgerichtshof.
Nach dem Abschluss ihrer juristischen Ausbildung war Reichart von 1979 bis 1983 als wissenschaftliche Mitarbeiterin und als Akademische Rätin an einem Lehrstuhl für Bürgerliches Recht und Arbeitsrecht an der Universität Augsburg tätig. Dort promovierte sie zum Dr. iur. Anschließend war Reichart ab November 1983 im höheren Justizdienst des Freistaats Bayern tätig, wo sie zunächst in Zivilkammern und einer Strafkammer des Landgerichts Augsburg tätig war. Im Juni 1985 wurde sie zur Staatsanwältin bei der Staatsanwaltschaft Augsburg, im Mai 1986 zur Richterin am Amtsgericht Augsburg ernannt. Hier war sie ab April 1998 weitere aufsichtsführende Richterin. Im April 2000 wurde sie zur Richterin am Oberlandesgericht befördert und einem auswärtigen Zivilsenat des Oberlandesgerichts München in Augsburg zugewiesen.
Am 17. März 2005 wurde Reichart vom Richterwahlausschuss als Richterin am Bundesgerichtshof gewählt. Die Ernennung durch den Bundespräsidenten erfolgte am 1. Juni 2005. Am Bundesgerichtshof war sie bis zu ihrem Eintritt in den Ruhestand zum 1. September 2016 dem für das Gesellschaftsrecht zuständigen II. Zivilsenat zugewiesen.
Reichart ist verheiratet und hat ein Kind.

## Nachweise
1. ↑  Pressemitteilung des Bundesministeriums für Justiz von 17. März 2005 (Memento vom 19. Juni 2010 im Internet Archive)
2. ↑  Pressemitteilung des Bundesgerichtshofs Nr. 83/05 vom 1. Juni 2005

| Personendaten    | Personendaten                                     |
| ---------------- | ------------------------------------------------- |
| NAME             | Reichart, Angelika                                |
| KURZBESCHREIBUNG | deutsche Juristin, Richterin am Bundesgerichtshof |
| GEBURTSDATUM     | 25. August 1953                                   |
| GEBURTSORT       | Augsburg                                          |